# Mortua est!
„Mortua est!” este o elegie scrisă de Mihai Eminescu și publicată în revista Convorbiri literare la 1 martie 1871. Considerată una dintre primele capodopere ale poetului, aceasta reprezintă o meditație filozofică asupra vieții și morții, inspirată de moartea unei tinere fete. Titlul, în limba latină, înseamnă „A murit!” (la feminin).

## Geneza poeziei
Poezia a fost începută ca o meditație încă din octombrie 1866, sub titlul „Elena”, fiind trimisă spre publicare din Viena la Convorbiri literare în februarie 1871. A fost revizuită de mai multe ori, iar evoluția ei arată cum „înălțarea la cer a copilei moarte devine, încetul cu încetul, în elaborările succesive, tabloul central, predominând asupra reprezentării macabre” din primele variante.

## Structura și conținutul
Poezia „Mortua est!” este structurată în 21 de strofe, de câte 4 versuri, cu rimă împerechită și măsură de 11-12 silabe. Din punct de vedere compozițional, poezia poate fi împărțită în trei părți:
Prima parte (strofele 1-5) descrie ascensiunea sufletului tinerei fete către cer, într-un tablou feeric, plin de lumină:
„Trecut-ai când ceru-i câmpie senină,
Cu râuri de lapte și flori de lumină,
Când norii cei negri par sombre palate,
De luna regină pe rând vizitate.”
Partea a doua (strofele 6-14) introduce o primă îndoială asupra sensului morții, dar continuă descrierea cadrului paradisiac în care ajunge sufletul:
„Dar poate acolo să fie castele
Cu arcuri de aur zidite din stele,
Cu râuri de foc și cu poduri de-argint,
Cu țărmuri de smirnă, cu flori care cânt;”
Partea a treia (strofele 15-21) conține un monolog interogativ în care poetul își exprimă revolta față de absurditatea morții și a vieții înseși:
„De e sens într-asta, e-ntors și ateu,
Pe palida-ți frunte nu-i scris Dumnezeu.”

## Teme și motive
Principalele teme și motive ale poeziei sunt:
- Moartea - tema centrală, privită ca o trecere către o altă dimensiune
- Viața - pusă sub semnul întrebării în privința sensului ei
- Divinitatea - relația cu Dumnezeu este problematizată în finalul poeziei
- Motivul ascensiunii sufletului
- Motivul îngerului
- Motivul luminii

## Interpretări critice
Poezia a generat numeroase interpretări critice de-a lungul timpului:
Titu Maiorescu considera „Mortua est!” drept „cea mai bună poezie dintre cele publicate de Eminescu” la acea vreme, deși îi reproșa anumite defecte: „abuz de cuvântul «pală»”, „uneori gândiri și expresii mult prea obișnuite” și „rime rele”.
George Călinescu afirma: „Cu Mortua est! Eminescu intră în materia lui de temelie, prin două porniri ce-i sunt congenitale: vocația uranică, paradisiacă, și groaza de surpare”. El consideră că locul unde se duce moarta este „Edenul selenar din Sărmanul Dionis, cu aceeași îngrămădire de substanțe prețioase, care fac sufletul să leșine”.
Rosa del Conte consideră "Mortua est!" „prima adevărată cucerire lirică a lui Eminescu”, în care poetul încearcă „să se ridice la accente de apoteoză mistică”. Ea remarcă folosirea aurului și argintului ca „elemente esențiale ale prețiosului cromatism cu care se va îmbăta mereu sensibilitatea picturală a lui Eminescu”.
Constantin Dobrogeanu-Gherea consideră că pesimismul din „Mortua est!” nu dă originalitate creației, fiind „de împrumut”, însă remarcă fascinația și hipnotismul creației eminesciene.
Garabet Ibrăileanu a fost preocupat de muzicalitatea poeziei lui Eminescu, considerând-o „consecința efortului de adaptare a imaginilor, realității la text”, acesta fiind „adaptat muzicii din suflet”.
Mihail Dragomirescu apreciază că pesimismul este „un efect al imaginației, al construcției poetice, nu al rațiunii poetice, este exprimarea contradicției dintre «a fi» și «a cugeta»”.
Constantin Galeriu oferă o interpretare teologică a versurilor finale: „De e sens într-asta, e-ntors și ateu,/ Pe palida-ți frunte nu-i scris Dumnezeu”, susținând că acestea nu exprimă un scepticism sau o negare a credinței, ci dimpotrivă, afirmă că „moartea e atee”, că „Dumnezeu nu este semnatarul morții”.
Pr. Dr. Dorin Octavian Picioruș susține că imaginile paradisiace din poezie sunt inspirate din hagiografiile ortodoxe, în special din Viața Sfântului Vasile cel Nou, prezentând descrierea Raiului și a sufletului care trece prin „vămile văzduhului”.

## Influențe și surse de inspirație
- William Shakespeare - finalul poemului a fost comparat cu monologul hamletian „to be or not to be”[9]
- Literatura religioasă ortodoxă - "Viața Sfântului Vasile cel Nou", Hexaimeronul Sfântului Vasilie cel Mare[10]
- Dante Alighieri - Divina Comedie - posibilă influență în localizarea Raiului în lună, conform G. Călinescu[11]

## Importanța în opera eminesciană
„Mortua est!” marchează intrarea lui Eminescu în perioada marilor poeme romantice, alături de „Venere și Madonă”, „Epigonii”, „Înger și Demon” și „Împărat și proletar”. Publicarea acestei poezii în Convorbiri literare a reprezentat un moment important în impunerea lui Eminescu ca poet major al literaturii române.
Această poezie prefigurează marile teme eminesciene care vor fi dezvoltate în creațiile ulterioare: problematica vieții și a morții, aspirația către absolut, contrastul dintre lumea terestră și cea celestă, relația omului cu divinitatea.